# Морейс, Сабато
Сабато Морейс (англ. Sabato Morais; род. в Ливорно в 1823 г., умер в Филадельфии в 1897 г.) — американский раввин итальянского происхождения, руководитель синагоги Микве Исраэль в Филадельфии, пионер итальянской иудаики в Америке (Italian Jewish Studies) и основатель Еврейской богословской семинарии, которая изначально была центром образования для ортодоксальных раввинов.

## Биография
По своему происхождению семья Морейсов — из португальских выходцев (сефарды), бежавших от преследования инквизиции. Отец его, республиканец, принимал живое участие в политических судьбах «молодой Италии».
В 1851 г. Сабато Морейс был избран раввином в Филадельфии. Он примыкал к строго консервативному еврейству, и стойкостью своих убеждений и своей деятельностью приобрёл уважение даже своих противников.
В течение всей гражданской войны (1861—1865) он, несмотря на протесты общины, горячо отстаивал в проповеди дело освобождения невольников, за что клуб джентльменов «Union League Club» Филадельфии избрал его своим почётным членом. Та же любовь к свободе связывала его дружбой со знаменитым итальянским патриотом Джузеппе Мадзини.
В 1867 г. Морейс был назначен профессором библейской науки в колледже (Maimonides College). Благодаря его стараниям, в 1886 году возникла еврейская богословская семинария в Нью-Йорке, и Морейс был назначен её деканом и профессором. Кафедра дала Морейсу возможность оказать сильное влияние на иудаизм Америки. Кафедра по библейской литературе даже получила название профессуры Сабато Морейса («The Sabato Morais professorship»); в 1887 г. он был удостоен звания доктора прав honoris causa филадельфийского университета.
Морейс сумел образовать круг людей, проникнутых любовью к своему народу и к его литературе. Горячая любовь к своему народу особо сильно  была им проявлена в 1882 г., когда под влиянием погромов в России огромная эмиграционная волна хлынула в Америку.

## Труды
Морейсу принадлежит ряд проповедей и статей богословского и политического характера. Писал он по-еврейски очень легко и изящно. Из его произведений ЕЭБЕ отмечает :
- «An essay on the jew in Italy»;
- «Italian jewish Literature» в «Publications of Gratz College[англ.]», 1897.

Ему также принадлежит перевод ветхозаветной книги Иеремии.